# Sherman (Illinois)
Sherman es una villa ubicada en el condado de Sangamon en el estado estadounidense de Illinois. En el Censo de 2010 tenía una población de 4148 habitantes y una densidad poblacional de 495,53 personas por km².

## Geografía
Sherman se encuentra ubicada en las coordenadas 39°53′14″N 89°36′19″O / 39.88722, -89.60528. Según la Oficina del Censo de los Estados Unidos, Sherman tiene una superficie total de 8.37 km², de la cual 8.25 km² corresponden a tierra firme y (1.39%) 0.12 km² es agua.

## Demografía
Según el censo de 2010, había 4148 personas residiendo en Sherman. La densidad de población era de 495,53 hab./km². De los 4148 habitantes, Sherman estaba compuesto por el 97.13% blancos, el 0.53% eran afroamericanos, el 0.14% eran amerindios, el 0.99% eran asiáticos, el 0% eran isleños del Pacífico, el 0.05% eran de otras razas y el 1.16% pertenecían a dos o más razas. Del total de la población el 0.8% eran hispanos o latinos de cualquier raza.